# Vas-(II)-karbonát
A vas(II)-karbonát szervetlen vegyület, a vas karbonátsója. Színtelen, vízben oldhatatlan anyag. Ásványként is előfordul, ásványtani neve sziderit vagy vaspát.

## Előállítása
Előállítható vas(II)-szulfát oldat és nátrium-karbonát reakciójával, ekkor csapadékként kiválik:
FeSO4 + Na2CO3 = FeCO3 + Na2SO4

## Kémiai tulajdonságai
Szénsavval vízben oldódó vas(II)-hidrogén-karbonáttá alakul, mely csak oldatban létezik.
FeCO3 + H2CO3 = Fe(HCO3)2